# Lý thuyết mã kép
Lý thuyết mã kép là một lý thuyết về trí nhớ và nhận thức của Allan Paivio. Lý thuyết này có liên quan rất nhiều đến các mô hình trí nhớ nhận thức và được xem là một phần của các nghiên cứu về xử lý thông tin nhận thức – là những mô tả về cách trí óc xử lý thông tin. Lý thuyết này chủ yếu lý giải cách thông tin trực quan được xử lý và lưu trữ trong trí nhớ và cho rằng xử lý thông tin không lời và xử lý thông tin có tầm quan trọng như nhau.

## Nội dung cơ bản
Theo lý thuyết này, sự nhận thức của con người gồm có hai hệ thống con. Hai hệ thống này cùng xử lý thông tin được nhận thức. Một hệ thống xử lý các đối tượng không lời như hình ảnh, biểu tượng, hình tượng, … và hệ thống còn lại xử lý các đối tượng thuộc về ngôn ngữ. Hai hệ thống con này có chức năng hoàn toàn khác nhau.
Hệ thống thứ nhất được gọi là Hệ thống Trực quan (Visual System) xử lý và lưu trữ các thông tin hình ảnh, biểu tượng, hình tượng, …
Hệ thống thứ hai được gọi là Hệ thống Từ ngữ (Verbal System) xử lý và lưu trữ các thông tin thuộc ngôn ngữ.
Hai hệ thống này có thể được kích hoạt một cách độc lập với nhau. Sự tương quan và liên hệ của hai hệ thống này chính là sự mã hóa kép thông tin.
Lý thuyết Mã kép có rất nhiều ứng dụng trong nhiều lĩnh vực nhận thức, bao gồm giải quyết vấn đề, học khái niệm, ngôn ngữ, …